# Estação Convention
Convention é uma estação da linha 12 do Metrô de Paris, localizada no 15.º arrondissement de Paris.

## Localização
A estação se situa entre as estações Vaugirard e Porte de Versailles, implantada no cruzamento da rue de Vaugirard, da rue de la Convention e da rue Alain-Chartier, na place Geneviève-de-Gaulle-Anthonioz.

## História
A estação foi aberta em 5 de novembro de 1910, por ocasião da inauguração da linha A (atual linha 12) da Société du chemin de fer électrique souterrain Nord-Sud de Paris (chamada Nord-Sud).
Em 2011, 5 780 845 passageiros entraram nesta estação. Ela viu entrar 5 792 331 passageiros em 2013, o que a coloca na 65ª posição das estações de metrô por sua frequência.

## Serviços aos Passageiros

### Acessos
Ela tem dois acessos:

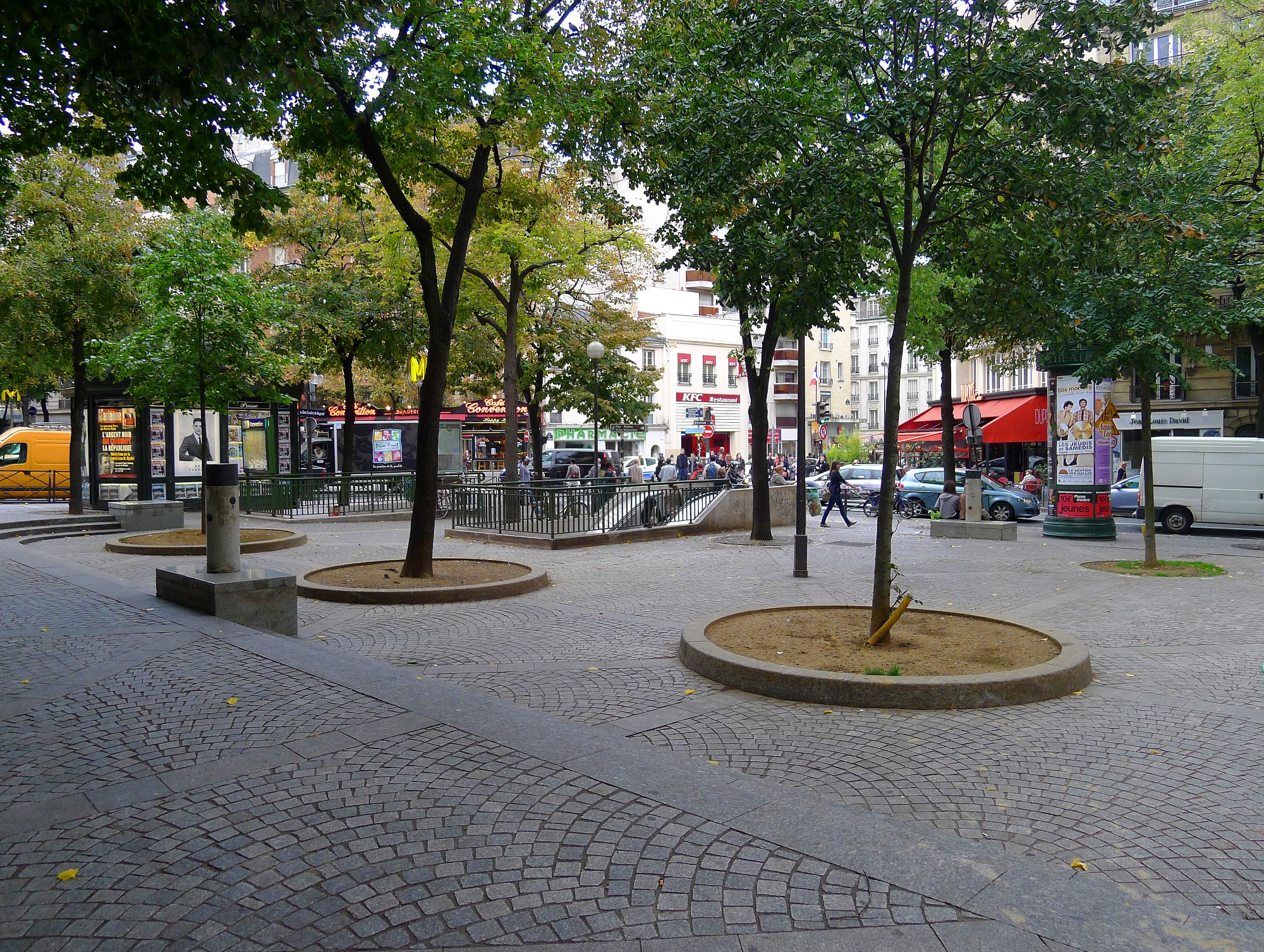
Um dos acessos à estação

- Acesso 1: rue de la Convention: uma escada fixa e uma escada rolante no 189, rue de la Convention;
- Acesso 2: rue de Vaugirard: uma escada no 39, rue Alain-Chartier.

### Plataformas
Convention é uma estação de configuração padrão: ela possui duas plataformas laterais com 75 metros separadas pelas vias do metrô e a abóbada é semi-elíptica, forma específica das antigas estações do Nord-Sud que ela manteve a decoração em cerâmica original. Desde a década de 1950, os pés-direitos são revestidos com uma curvatura metálica com montantes horizontais azuis e quadros publicitários dourados, iluminados, completado por assentos de estilo "Motte" de cor azul. O nome da estação é inscrito em fonte Parisine em placas esmaltadas incorporadas na curvatura e a iluminação da estação é assegurada por lâmpadas fluorescentes independentes.

### Intermodalidade
A estação é servida pelas linhas 39, 62 e 80 da rede de ônibus RATP.